# 日経小説大賞
日経小説大賞（にっけいしょうせつたいしょう）は、日本経済新聞社と日経BPが共催する公募の文学賞。長編小説を募集する。2006年、日本経済新聞の創刊130年を記念して創設された。2012年の第4回より毎年実施されている。2019年までは、日本経済新聞社と日本経済新聞出版社が共催であったが、2020年4月に日経BPが日本経済新聞出版社を吸収合併したことに伴い、変更になった。
原稿用紙換算150枚以上200枚以下の中編小説を募集する「日経中編小説賞」は、2008年の第2回と同時期に実施された。

## 概要
400字詰め原稿用紙換算で300枚から400枚程度の長編小説を募集する。応募資格は新人に限らない。大賞の賞金は第1回から第3回までは1000万円、第4回以降は500万円。作品のジャンルは限定しておらず、第1回は恋愛小説、第2回は歴史小説が受賞している。第3回では受賞作の『野いばら』のほかにミステリー小説やSF小説、経済小説などさまざまなジャンルの作品が最終候補に残った。

## 受賞作一覧
特記がなければ、初刊は日本経済新聞出版社、文庫は日経文芸文庫刊。
| 回（年）         | 応募数 | 賞       | 受賞・最終候補作                        | 著者         | 初刊       | 文庫化     |
| ---------------- | ------ | -------- | --------------------------------------- | ------------ | ---------- | ---------- |
| 第1回（2006年）  | 610編  | 受賞     | 『テムズのあぶく』                      | 武谷牧子     | 2007年2月  |            |
| 第1回（2006年）  | 610編  | 佳作     | 『ポル・ポトの掌』                      | 三輪太郎     | 2007年2月  | 2010年6月  |
| 第1回（2006年）  | 610編  | 最終候補 | 『蒼い砂丘』                            | 長野慶太     |            |            |
| 第1回（2006年）  | 610編  | 最終候補 | 『幻日』                                | 夫馬基彦     |            |            |
| 第1回（2006年）  | 610編  | 最終候補 | 『花楽土』                              | 萩耿介       |            |            |
| 第1回（2006年）  | 610編  | 最終候補 | 『山の焚き火』                          | 荻原智紀     |            |            |
| 第2回（2008年）  | 249編  | 受賞     | 『松林図屏風』                          | 萩耿介       | 2008年11月 | 2012年7月  |
| 第2回（2008年）  | 249編  | 最終候補 | 『銀二貫』                              | 髙田郁       | 2009年6月  | 2010年8月  |
| 第2回（2008年）  | 249編  | 最終候補 | 『遙かなる王国』                        | 芦崎笙       |            |            |
| 第2回（2008年）  | 249編  | 最終候補 | 『百年のアルマンド』                    | 梶村啓二     |            |            |
| 第2回（2008年）  | 249編  | 最終候補 | 『ラプンツェル・サラダ』                | 牛山喜美子   |            |            |
| 第3回（2011年）  | 216編  | 受賞     | 『野いばら』                            | 梶村啓二     | 2011年12月 | 2013年10月 |
| 第3回（2011年）  | 216編  | 最終候補 | 『公器の幻影』                          | 芦崎笙       |            |            |
| 第3回（2011年）  | 216編  | 最終候補 | 『贋物師見習い』                        | 貴水真由     |            |            |
| 第3回（2011年）  | 216編  | 最終候補 | 『逆光のボス』                          | 長野慶太     |            |            |
| 第3回（2011年）  | 216編  | 最終候補 | 『爆弾とエリキシール』                  | 本間かおり   |            |            |
| 第4回（2012年）  | 200編  | 受賞     | 『KAMIKAKUSHI 神隠し』                  | 長野慶太     | 2013年2月  |            |
| 第4回（2012年）  | 200編  | 最終候補 | 『青嵐記』                              | 岡島伸吾     |            |            |
| 第4回（2012年）  | 200編  | 最終候補 | 『ジャポニスム漂泊』                    | 霜康司       |            |            |
| 第4回（2012年）  | 200編  | 最終候補 | 『海江田多聞の決闘』                    | 葉月堅       |            |            |
| 第4回（2012年）  | 200編  | 最終候補 | 『パオモウ（泡沫）』                    | 村上卓郎     |            |            |
| 第5回（2013年）  | 200編  | 受賞     | 『スコールの夜』                        | 芦崎笙       | 2014年2月  |            |
| 第5回（2013年）  | 200編  | 最終候補 | 『塩の王』                              | 指方恭一郎   |            |            |
| 第5回（2013年）  | 200編  | 最終候補 | 『戦場泥棒』                            | 葉月堅       |            |            |
| 第5回（2013年）  | 200編  | 最終候補 | 『エルピスが残った』                    | 廣瀬とり     |            |            |
| 第5回（2013年）  | 200編  | 最終候補 | 『過ぎし南都の日々 おさと寧府紀事余聞』 | 宮澤洋一     |            |            |
| 第6回（2014年）  | 224編  | 受賞     | 『女たちの審判』                        | 紺野仲右ヱ門 | 2015年2月  |            |
| 第6回（2014年）  | 224編  | 最終候補 | 『大内水軍の裔と南蛮への道』            | 乾浩         |            |            |
| 第6回（2014年）  | 224編  | 最終候補 | 『幻草花の一族』                        | 高田在子     |            |            |
| 第6回（2014年）  | 224編  | 最終候補 | 『百年ソナタ』                          | 仲野芳恵     |            |            |
| 第6回（2014年）  | 224編  | 最終候補 | 『ユメノアト』                          | 松田幸緒     |            |            |
| 第7回（2015年）  | 196編  | 受賞     | 『公方様のお通り抜け』                  | 西山ガラシャ | 2016年2月  |            |
| 第7回（2015年）  | 196編  | 最終候補 | 『右手を高く上げろ』                    | 太田俊明     |            |            |
| 第7回（2015年）  | 196編  | 最終候補 | 『織田幕府幻想』                        | 兼松稔       |            |            |
| 第7回（2015年）  | 196編  | 最終候補 | 『白虎の征く道』                        | 笹木一加     |            |            |
| 第7回（2015年）  | 196編  | 最終候補 | 『あなたがさよならを言うならば』        | 松井綺香     |            |            |
| 第8回（2016年）  | 215編  | 受賞     | 『姥捨て山繁盛記』                      | 太田俊明     | 2017年2月  |            |
| 第8回（2016年）  | 215編  | 最終候補 | 『一味の雨』                            | 北岡克子     |            |            |
| 第8回（2016年）  | 215編  | 最終候補 | 『川蝉の棲む街』                        | 佐伯琴子     |            |            |
| 第8回（2016年）  | 215編  | 最終候補 | 『ハイヌーン』                          | 等々力亮     |            |            |
| 第8回（2016年）  | 215編  | 最終候補 | 『別伝 奥の細道』                       | 野見山悠紀彦 |            |            |
| 第9回（2017年）  | 248編  | 受賞     | 『大友二階崩れ』                        | 赤神諒       | 2018年2月  | 2020年8月  |
| 第9回（2017年）  | 248編  | 最終候補 | 『八月は瑠璃色の鳥が潜んでいる』        | 佐伯琴子     |            |            |
| 第9回（2017年）  | 248編  | 最終候補 | 『サイレントレター』                    | 田中波香     |            |            |
| 第9回（2017年）  | 248編  | 最終候補 | 『君は星の歌』                          | 仲野芳恵     |            |            |
| 第9回（2017年）  | 248編  | 最終候補 | 『高野秘仏』                            | 葭森大祐     |            |            |
| 第10回（2018年） | 232編  | 受賞     | 『狂歌』                                | 佐伯琴子     | 2019年2月  |            |
| 第10回（2018年） | 232編  | 最終候補 | 『梅花、未だ咲かず』                    | 天津佳之     |            |            |
| 第10回（2018年） | 232編  | 最終候補 | 『黄昏色の服を着て』                    | 仲野芳恵     |            |            |
| 第10回（2018年） | 232編  | 最終候補 | 『グッドモーニング、エンジニアーズ！』  | 湊ナオ       |            |            |
| 第10回（2018年） | 232編  | 最終候補 | 『長安花』                              | 山本貴之     |            |            |
| 第11回（2019年） | 342編  | 受賞     | 『東京普請日和』                        | 湊ナオ       | 2020年2月  |            |
| 第11回（2019年） | 342編  | 受賞     | 『新・紫式部日記』                      | 夏山かほる   | 2020年2月  | 2023年3月  |
| 第11回（2019年） | 342編  | 最終候補 | 『福島の時間』                          | 織部ルビ     |            |            |
| 第11回（2019年） | 342編  | 最終候補 | 『秘策あり～加藤清正外伝～』            | 村上卓郎     |            |            |
| 第11回（2019年） | 342編  | 最終候補 | 『カーニバル社員』                      | 放生充       |            |            |
| 第12回（2020年） | 257編  | 受賞     | 『利生の人 尊氏と正成』                 | 天津佳之     | 2021年2月  |            |
| 第12回（2020年） | 257編  | 最終候補 | 『在中庵 遠州添状』                     | 天野行人     |            |            |
| 第12回（2020年） | 257編  | 最終候補 | 『他人の子供』                          | 江波年紀     |            |            |
| 第12回（2020年） | 257編  | 最終候補 | 『デストピア・ジャパン』                | 森堂はっか   |            |            |
| 第12回（2020年） | 257編  | 最終候補 | 『胸叩き』                              | 放生充       |            |            |
| 第13回（2021年） | 321編  | 受賞     | 『高望の大刀』                          | 夜弦雅也     | 2022年2月  |            |
| 第13回（2021年） | 321編  | 最終候補 | 『誰そ彼横丁』                          | 風花斗南     |            |            |
| 第13回（2021年） | 321編  | 最終候補 | 『桜とミルク』                          | 澄モエレ     |            |            |
| 第13回（2021年） | 321編  | 最終候補 | 『尚、赫々たれ 立花宗成残照』           | 羽鳥好之     |            |            |
| 第13回（2021年） | 321編  | 最終候補 | 『漂砂の海』                            | 山本貴之     |            |            |
| 第14回（2022年） | 285編  | 受賞     | 『散り花』                              | 中上竜志     | 2023年2月  |            |
| 第14回（2022年） | 285編  | 最終候補 | 『雲海の朝』                            | 青山トーゴ   |            |            |
| 第14回（2022年） | 285編  | 最終候補 | 『やまかげに飛ぶ番の小鳥』              | 天見早希     |            |            |
| 第14回（2022年） | 285編  | 最終候補 | 『シルバー・ライニング』                | 団堂広       |            |            |
| 第14回（2022年） | 285編  | 最終候補 | 『阿礼と阿須』                          | 吉岡けい子   |            |            |
| 第15回（2023年） | 編     | 受賞     | 『紅珊瑚の島に浜茄子が咲く』            | 山本貴之     |            |            |
| 第15回（2023年） | 編     | 最終候補 | 『遠くて近い1000㌔』                    | 青山トーゴ   |            |            |
| 第15回（2023年） | 編     | 最終候補 | 『さよならは始まりの歌』                | 朝水想       |            |            |
| 第15回（2023年） | 編     | 最終候補 | 『ブラッドライン』                      | 岳丸響介     |            |            |
| 第15回（2023年） | 編     | 最終候補 | 『緑茶と油の夢』                        | 玉島精一郎   |            |            |

### 日経中編小説賞
特記がなければ、初刊は日本経済新聞出版社、文庫は日経文芸文庫刊。
| 年     | 応募数 | 賞       | 受賞・最終候補作         | 著者       | 初刊       | 文庫化 |
| ------ | ------ | -------- | ------------------------ | ---------- | ---------- | ------ |
| 2008年 | 169編  | 受賞     | 『フロンティア、ナウ』   | 野崎雅人   | 2008年11月 |        |
| 2008年 | 169編  | 最終候補 | 『強い犬は吠えない』     | 廣瀬とり   |            |        |
| 2008年 | 169編  | 最終候補 | 『デュー・デリジェンス』 | 夏川十和   |            |        |
| 2008年 | 169編  | 最終候補 | 『百年より長い1日』      | 橘彼方     |            |        |
| 2008年 | 169編  | 最終候補 | 『水窓』                 | 三国美千子 |            |        |

## 歴代選考委員
- 第1・2回 阿刀田高、川村湊、髙樹のぶ子、津本陽、辻原登、縄田一男
- 第3回 阿刀田高、川村湊、津本陽、辻原登、縄田一男
- 第4 - 9回 伊集院静、高樹のぶ子、辻原登
- 日経中編小説賞 高橋源一郎、茂木健一郎、唯川恵